# فرد وليامز (ممثل)
فرد وليامز (بالألمانية: Fred Williams)‏ هو ممثل ألماني، ولد في 9 فبراير 1938 في ألمانيا.

## وصلات خارجية
- فرد وليامز على موقع IMDb (الإنجليزية)
- فرد وليامز على موقع ألو سيني (الفرنسية)
- فرد وليامز على موقع أول موفي (الإنجليزية)
- فرد وليامز على موقع قاعدة بيانات الأفلام السويدية (السويدية)
- فرد وليامز على موقع قاعدة بيانات الفيلم (الإنجليزية)
- فرد وليامز على موقع كينوبويسك (الروسية)